# كريستوف بيغين
كريستوف بيغين مواليد 2 يناير 1980 في بلجيكا، هو لاعب كرة سلة بلجيكي. بدأ مسيرته الاحترافية في سنة 2009. يلعب مع سبيرو شارلوروا كلاعب وسط. يحمل الرقم 6.

## المسيرة الاحترافية
لعب مع نادي أوستند لكرة السلة من سنة 1999 إلى 2004، ثم لعب مع روزيتو شاركز في الدوري الإيطالي في موسم 2004–2005، ثم لعب مع سبيرو شارلوروا في سنة 2005.

## إحصائيات المسيرة
| السنة   | الفريق                 | لعب | بدأ | دقيقة | ميداني% | ثلاثية | حرة  | ارتداد | صنع | استلاب | تصدي | نقطة | أداء |
| ------- | ---------------------- | --- | --- | ----- | ------- | ------ | ---- | ------ | --- | ------ | ---- | ---- | ---- |
| 2001–02 | نادي أوستند لكرة السلة | 14  | 10  | 28.4  | .452    | .000   | .653 | 5.4    | .5  | .9     | .6   | 10.3 | 9.4  |
| 2010–11 | سبيرو شارلوروا         | 4   | 0   | 9.6   | .222    | .000   | .500 | 1.3    | .3  | .5     | .0   | 1.3  | –0.8 |
| 2011–12 | سبيرو شارلوروا         | 9   | 9   | 18.3  | .431    | .333   | .607 | 2.7    | .6  | .0     | .0   | 7.0  | 4.6  |
| المسيرة |                        | 27  | 19  | 22.3  | .435    | .222   | .633 | 3.9    | .6  | .5     | .3   | 7.9  | 6.3  |

## روابط خارجية
- كريستوف بيغين على موقع الاتحاد الدولي لكرة السلة (الإنجليزية)
- كريستوف بيغين على موقع كرة السلة الأوروبية.كوم (الإنجليزية)
- كريستوف بيغين على موقع ريلجم (الإنجليزية)
- كريستوف بيغين على موقع بروبوليرز (الإنجليزية)
- كريستوف بيغين على موقع سبورتس رفرنس (الإنجليزية)